# ۴۹۱ (فیلم)
۴۹۱ فیلمی به کارگردانی ویلگوت خومان است که در سال ۱۹۶۴ منتشر شد. از بازیگران آن می‌توان به لنا نیمان اشاره کرد.